# František Kristián Wieser
Prof. ThDr. František Kristián Wieser, OSA, německy Franz Christian Wieser, pokřtěný jako Christian Josef Augustin Wieser (30. prosince 1800 Brno – 17. listopadu 1866 Olomouc) byl český řeholník a kněz, profesor biblistiky na olomoucké teologické fakultě, jejímž byl také děkanem. Roku 1840 se také stal rektorem Františkovy univerzity v Olomouci. Byl i čestným kanovníkem brněnským.
Byl bratrem spisovatele a úředníka Josefa Wiesera von Mährenheim a strýcem jeho syna Augusta, brněnského starosty.